# Conti e marchesi di Geraci
Il seguente è un elenco cronologico dei conti e dei marchesi della contea di Geraci, dalla conquista normanna alla soppressione degli ordini feudali del 1816:

## Conti
La contea di Geraci, secondo la tradizione, trae origine dalla battaglia di Cerami, la quale vide Ruggero I di Sicilia cedere la città e il feudo di Geraci a Serlone II d'Altavilla nel 1063.
 Dinastia Altavilla (1063-?) 
| Immagine | Nome                   | Nascita        | Morte | Periodo (da-a) | Relazione con il predecessore |
| -------- | ---------------------- | -------------- | ----- | -------------- | ----------------------------- |
|          | Serlone II d'Altavilla | 1040 ca.       | 1072  | 1063-1072      |                               |
|          | Aldruda di Moulins     | prima del 1072 | ?     | 1072-?         | Moglie                        |

 Dinastia dei Da Craon (XII secolo) 
Aldruda di Moulins, secondo la tradizione, sposa in seconde nozze il soldato normanno Angelmaro a cui probabilmente passa il titolo di conte di Geraci. Il cavaliere, ribelle a re Ruggero venne probabilmente privato del titolo e del feudo e la Contea passò alla dinastia più prossima a Serlone. Appare in un documento del 1159 Ruggero I da Craon, conte d'Ischia e Geraci, figlio di Guglielmo da Craon e padre di Guerrera da Craon. Quest'ultima eredita il titolo di contessa e passa la Contea al marito. Le fonti, piuttosto ombrose, possono condurre a due ipotesi: il matrimonio di Guerrera con Aldoino di Candida o il matrimonio con Elia d'Altavilla di Gesualdo, entrambi già baroni di Candida e Lapio.
| Immagine | Nome               | Nascita        | Morte | Periodo (da-a) | Relazione con il predecessore |
| -------- | ------------------ | -------------- | ----- | -------------- | ----------------------------- |
|          | Ruggero I da Craon | prima del 1159 | ?     | ?-?            | ?                             |
|          | Guerrera da Craon  | prima del 1195 | ?     | 1195?-?        | Figlia                        |
|          | Aldoino da Candida | ?              | ?     | ?-?            | Marito?                       |

 Conti d'Ischia e Geraci (?-1258) 
Alcune fonti trattano di un Ruggero figlio di Elia di Altavilla di Gesualdo, a sua volta sposato (in seconde nozze?) con Guerrera, nominato conte di Ischia da Enrico VI, esiliato nel 1212 forse perché ribelle tra il 1209 e il 1211 al re Federico, come risulta in una missiva dell'abate di Montecassino. Figlio di Ruggero II d'Ischia e di Isabella di Parisio risulta Aldoino d'Ischia. L'ultima contessa è la figlia di quest'ultimo, Isabella, la quale andrà in sposa a Enrico II di Ventimiglia, introducendo la longeva dinastia di origine ligure nella Contea. Tuttavia tra la morte del conte Aldoino (avvenuta prima del 1240) e il passaggio alla figlia del titolo è documentata la presenza di camerari di nomina imperiale.
| Immagine | Nome                           | Nascita | Morte                 | Periodo (da-a) | Relazione con il predecessore |
| -------- | ------------------------------ | ------- | --------------------- | -------------- | ----------------------------- |
|          | Elia d'Altavilla di Gesualdo ? | ?       | prima del maggio 1206 | ?-?            | Marito di Guerrera?           |
|          | Ruggero II d'Ischia            | ?       | prima del 1222        | ?-?            | Figlio                        |
|          | Aldoino d'Ischia               | ?       | prima del 1240        | ?-?            | Figlio                        |
|          | Isabella di Geraci             | ?       | ?                     | ?-?            | Figlia                        |

 Dinastia dei Ventimiglia (1258-1338) 
La dinastia dei Ventimiglia, il cui primo conte a Geraci è Enrico II, diventerà la più potente della Contea, elevandola nel 1436 a Marchesato. Durante la lunga Guerra del Vespro e la successiva instabilità politica del Regno la Contea verrà accorpata al Vallo di Girgenti e conoscerà un breve periodo di estromissione dei Ventimiglia dal feudo a seguito di un atto di ribellione alla corona. Nel 1271 è Carlo I d'Angiò a espropriare la Contea ad Enrico e ad affidarla a Simone e Giovanni Montfort-Leicester, suoi cugini, i quali però non la tennero a lungo, vendendola o cedendola ad altri vassalli francesi. Nel 1282 è re Pietro I a confermare nuovamente Enrico conte di Geraci il quale avrà una co-reggenza col figlio Aldoino. Nel 1285 viene creato il Vallo di Agrigento, della Contea di Geraci e delle parti di Termini e Cefalù e nel 1289 Enrico, trovandosi in Liguria rientra nel suo vecchio feudo in occasione dei funerali del figlio, morto quell'anno; nel 1292 riesce a riottenere il titolo di conte che manterrà fino alla morte, avvenuta nel 1308. Nella prima metà del XIV secolo Pietro II confiscò a Francesco I Ventimiglia la Contea di Geraci, dopo assedio militare. La Contea viene incamerata a lungo nei possedimenti della corona d'Aragona e solo nel 1354 viene riscattata da Emanuele Ventimiglia.
| Immagine | Nome                                           | Nascita    | Morte | Periodo (da-a) | Relazione con il predecessore |
| -------- | ---------------------------------------------- | ---------- | ----- | -------------- | ----------------------------- |
|          | Enrico II di Ventimiglia                       | 1230 circa | 1308  | 1258-1271      | Marito                        |
|          | Simone Montfort-Leicester                      | ?          | ?     | 1271           | Nessuna                       |
|          | Giovanni Montfort-Leicester                    | ?          | ?     | 1271           | Fratello                      |
|          | Aldoino Ventimiglia insieme al padre Enrico II | ?          | 1289  | 1282-1285      | Nessuna figlio di Enrico II   |
|          | Enrico II Ventimiglia                          | 1230 circa | 1308  | 1292-1308      | Padre                         |
|          | Francesco I Ventimiglia                        | ?          | 1338  | 1311?-1338     | Nipote                        |

 Dinastia reale degli Aragona (1338-1354) 
La contea confiscata ai Ventimiglia fu concessa alla regina Elisabetta di Carinzia, rimanendo nella camera reginale sino almeno al luglio 1348. Parte del feudo venne concesso a Matteo Palizzi, già marito della cugina di Francesco I, mentre Damiano Palizzi, fratello di Matteo, ottenne Collesano e Gratteri. Nel 1340 le contee passano al vicario Giovanni d'Aragona che nel 1344 le vende al soldato Giovanni Lombardo. Due anni dopo appare Pietro Siragusa conte a Geraci. Infine, alla morte della regina intorno al 1350, la contea di Geraci fu assegnata all'infante Giovanni d'Aragona e alla morte di questi, intorno al 1352, al fratello Federico d'Aragona.
| Immagine | Nome                   | Nascita           | Morte          | Periodo (da-a) | Relazione con il predecessore |
| -------- | ---------------------- | ----------------- | -------------- | -------------- | ----------------------------- |
|          | Elisabetta di Carinzia | 1303              | 1352 circa     | 1330?-1348     | Nessuna                       |
|          | Matteo Palizzi         | ?                 | 1353           | ?-1340         | Nessuna                       |
|          | Damiano Palizzi        | ?                 | ?              | ?-1340         | Fratello                      |
|          | Giovanni d'Aragona     | 1317              | 1348           | 1340-1344      | Nessuna cognato di Elisabetta |
|          | Giovanni Lombardo      | ?                 | ?              | 1344-1346      | Nessuna                       |
|          | Pietro Siragusa        | ?                 | ?              | 1346           | Nessuna                       |
|          | Giovanni d'Aragona     | 1340              | 1353           | 1346-1352      | Nessuna figlio di Elisabetta  |
|          | Federico IV di Sicilia | 1º settembre 1341 | 27 luglio 1377 | 1352-1354      | Fratello                      |

 Dinastia dei Ventimiglia (1353-1436) 
La Contea viene riscattata da Emanuele Ventimiglia nel 1353 che ottiene nuovamente il feudo, sebbene già l'anno precedente Emanuele e il fratello Francesco II, entrambi figli di Francesco I, risultano già rientrati in possesso dei beni paterni. La loro Contea durerà fino al nipote Giovanni I Ventimiglia, il quale otterrà l'elevazione a Marchesato della Contea.
| Immagine | Nome                     | Nascita | Morte     | Periodo (da-a) | Relazione con il predecessore                                                   |
| -------- | ------------------------ | ------- | --------- | -------------- | ------------------------------------------------------------------------------- |
|          | Emanuele Ventimiglia     | ?       | ante 1365 | 1353-1361      | Nessuna figlio di Francesco I Ventimiglia                                       |
|          | Francesco II Ventimiglia | ?       | 1387      | 1361-1387      | Esautora il fratello Emanuele a cui concede una rendita annua di 100 onze d'oro |
|          | Enrico III Ventimiglia   | ?       | 1398      | 1387-1398      | Figlio                                                                          |
|          | Giovanni I Ventimiglia   | 1383    | 1475      | 1398-1436      | Figlio                                                                          |

## Marchesi di Geraci
Nel 1436 Giovanni ottiene l'elevazione della Contea a Marchesato. Il Marchesato di Geraci esisterà fino al 1816, quando, per effetto della Costituzione siciliana del 1812, verranno abolite le feudalità. Per i quattro secoli di marchesato la famiglia reggente è rimasta quella dei Ventimiglia. Per cinque anni, dal 1485 al 1490, il conte di Geraci - al tempo Enrico IV - fu esiliato per una accusa di ribellione, col padre ancora in esilio sarà il figlio Filippo a riscattare la Contea. L'ultimo conte di Geraci è stato Luigi Ruggero II Ventimiglia.
| Immagine | Nome                             | Nascita          | Morte             | Periodo (da-a)                      | Relazione con il predecessore |
| -------- | -------------------------------- | ---------------- | ----------------- | ----------------------------------- | ----------------------------- |
|          | Giovanni I Ventimiglia           | 1383             | 1475              | 1436-1475                           | -                             |
|          | Antonio Ventimiglia Prades       | circa 1405       | 1480              | 1475-1480                           | Figlio                        |
|          | Enrico IV Ventimiglia            | ?                | 1493              | 1480-1485                           | Figlio                        |
|          | Filippo Ventimiglia              | ?                | ?                 | 1490-?                              | Figlio                        |
|          | Simone I Ventimiglia             | ?                | 1544              | ?-1544                              | Figlio                        |
|          | Giovanni II Ventimiglia          | ?                | 1553              | 1544-1553                           | Figlio                        |
|          | Simone II Ventimiglia            | 1528             | 14 settembre 1560 | 1553-1560                           | Figlio                        |
|          | Maria Ventimiglia e Alliata      | 1539             | 1585              | 1560-?                              | Moglie                        |
|          | Giovanni III Ventimiglia         | 1559             | 12 giugno 1619    | ?-1619                              | Figlio                        |
|          | Giuseppe Ventimiglia             | ?                | 1620              | 1620 (morto prima dell'investitura) | Figlio                        |
|          | Francesco III Ventimiglia        | ?                | 1648              | 1620-1648                           | Figlio                        |
|          | Giovanni IV Ventimiglia          | ?                | 1675              | 1648-1675                           | Figlio                        |
|          | Francesco IV Rodrigo Ventimiglia | ?                | 1688              | 1676-1688                           | Figlio                        |
|          | Giovanni V Ventimiglia           | 1680             | 1689              | 1688-1689                           | Figlio                        |
|          | Blasco Ventimiglia               | ?                | ?                 | 1689-1712                           | Fratello                      |
|          | Giovanni VI Ventimiglia          | ?                | 1748              | 1712-1748                           | Fratello                      |
|          | Luigi Ruggero Ventimiglia        | 25 dicembre 1705 | 9 dicembre 1771   | 1749-1771                           | Figlio                        |
|          | Luigi Ruggero II Ventimiglia     | ?                | ?                 | 1771-1816                           | Figlio                        |